# Volin
Vsévolod Mikhàïlovitx Eichenbaum rus: Все́волод Миха́йлович Эйхенба́ум, més conegut com a Volin, rus: Во́лин (Vorónej, 11 d'agost de 1882 - París, 15 de setembre de 1945) fou un anarcocomunista rus.

## Biografia
Fill d'una família burgesa (els seus pares eren metges), motiu pel qual la seva formació acadèmica fou molt superior a la de la majoria d'anarquistes a qui s'uní.
Els seus pares li oferiren l'oportunitat d'estudiar als millors col·legis, on va aprendre francès i alemany, idiomes que s'entenien essencials a la Rússia tsarista per a poder relacionar-se amb l'aristocràcia. Estudià inicialment al col·legi de Vorónej, per a continuar-hi amb la secundària, inscrivint-s'hi després a la Facultat de Dret de Sant Petersburg, que abandonà aviat atret pel moviment eserista dins del qual participà en la revolució de 1905.

## Militància política i empresonaments
Fou detingut, empresonat i deportat a causa de les seves activitats revolucionàries després de la revolució russa de 1905. El 1907 escapà de la presó i s'exilià a París, on completà els seus estudis i freqüentà els cercles revolucionaris.
A França, Volin s'apropà a posicions anarcosindicalistes, i decidí abandonar el Partit Socialista Revolucionari el 1913. Des del 1913 i durant els primers mesos de la Primera Guerra Mundial participà en la Comissió Internacional per a la Secció Antimilitarista, pel que fou detingut per les autoritats franceses el 1915. A aquestes altures estava casat i tenia quatre fills. Va romandre en un camp de concentració des d'on hauria de ser deportat, però tornà a escapar-se amb l'ajuda d'alguns camarades francesos i embarcà a Bordeus en direcció els Estats Units.
En aquest país treballà amb la Federació de les Unions Obreres Russes, que comptava amb més de deu mil afiliats.
A la federació fou molt bé rebut, encarregant-se d'editar el seu òrgan d'expressió, "Golos Truda", "La Veu del Treball", i assíduament era requerit per a conferenciar al llarg i ample dels Estats Units i el Canadà, ja que aquesta no tenia conferenciants i propagandistes. La seva col·laboració fou molt eficaç, car era un gran orador, com la premsa russa l'havia assenyalat durant els esdeveniments de 1905. La seva fàcil elocució, el to persuasiu de la seva paraula, l'elegància del seu llenguatge imaginatiu i colorista, el vigor i l'elevació del seu pensament, van atraure'l a l'adhesió de les masses, que s'ajuntaven per escoltar-lo.

## Després de la revolució d'octubre
Però el 1917 abandonà el treball per tornar a Petrograd, en plena revolució russa. De tornada a Rússia, comprovà la feblesa del moviment anarquista, degut a la poca consideració que els àcrates li prestaven a l'organització. Tractà de solucionar la desunió, deguda a la unió d'anarquistes que vivien a Rússia i anarquistes que s'exiliaren en temps del tsar i tornaven a ajudar-hi a la revolució.
En aquella època es realitzà un ardu treball d'unificació entre els anarquistes russos que restaren a Europa, la memòria dels quals seguia l'orientació de Piotr Kropotkin, i els que havien residit a Amèrica, un treball d'unificació que es concretà a la Unió de Propaganda Anarcosindicalista de Petrograd. Aquesta decidí continuar la publicació del "Golos Truda" (periòdic anarquista), del qual Volin fou designat redactor. Després de la revolució d'octubre, el periòdic es feu diari i se li afegí un comitè de redacció, d'orientació bolxevic. Aquest comitè no fou del gust de Volin, que després del trencament de les negociacions de pau de Brest-Litovsk, abandonà el periòdic.
Se n'anà a Brobov, on hi treballà en el soviet de la ciutat i es reuní amb la seva dona i els seus quatre fills, de tornada a França. S'encarregà de l'educació popular, amb la tasca de portar la població a la comprensió dels esdeveniments revolucionaris. Poc després passà al diari "Nabat" (La Campana) de la regió, i s'uní als organitzadors de la Conferència de Kursk, la que li encarregà redactar-ne les resolucions adoptades i elaborar-ne una declaració que pogués ésser acceptada per totes les tendències i matisos de l'anarquisme i que permitís a tothom treballar en una organització única. Així, Volin formulà la seva idea de la Síntesi Anarquista, en la que hi cabien sindicalisme, comunisme i individualisme, car ell considerava que aquests eren els tres aspectes bàsics de l'anarquisme.
La tardor de 1918, Volin crea, juntament amb altres companys, la Federació Anarquista d'Ucraïna, coneguda amb el nom de "Nabat", organització que tingué una gran capacitat de mobilització a causa del seu elevat nombre d'afiliats.

## Revolució Makhnòvista i repressió bolxevic
El 1919, Volin va decidir incorporar-se al moviment Makhnòvista, en la secció de cultura i educació, per a organitzar-hi reunions, conferències, xerrades, consells populars, edicions de volants i cartells i totes les publicacions que fossin reclamades pels makhnovistes. Aquest mateix any, Volin fou elegit president del Consell d'Insurgents, en el que treballà intensament durant sis mesos. La seva feina interrompuda quan va caure malalt de tisis; degut a la seva immobilitat fou fàcilment detingut el 14 de gener de 1920 i traslladat a Moscou a mans de la Txekà.
Fou lliberat l'octubre de 1920, amb motiu de l'aliança signada entre l'Exèrcit Negre i l'Exèrcit Roig per a combatre les tropes de Piotr Wrangel, i per exprés desig de Nèstor Makhnò.
Es traslladà a Khàrkov, on, amb la Confederació "Nabat", preparà un Congrés anarquista pel 25 de desembre. A la nit d'abans, els bolxevics detingueren Violin i els anarquistes que havien militat amb Makhnò, per la seva pertanença a grups llibertaris. Des de Khàrkov, Volin i la resta de presoners foren transferits a Moscou.
A partir de llavors estigué empresonat a Butyrki i després a Lefortovo. En totes dues presons tots varen conèixer les brutalitats de la Txekà, contra la que protestaren amb una vaga de fam que durà deu dies i mig, i finalitzà gràcies a una intervenció inesperada: convençuts per Emma Goldman, Alexander Berkman i Alexander Shapiro, els delegats del sindicalisme europeu assistents a un Congrés del Profintenr, obtingueren l'alliberament de deu presoners, entre ells Volin, sota la condició de desterrament perpetu i amenaça de mort en cas d'infringir-lo. Tots van poder viatjar amb llurs famílies el gener de 1922 repartint-se en diferents destinacions: París, Berlín, Nova York.

## Després de la seva sortida de presó
Volin s'instal·là a Berlín, juntament amb la seva família, i hi fundà una revista amb Arshinov anomenada "Anarkhicheskii Vestnik" (L'Herald Anarquista). Juntament amb altres exiliats russos integrà diversos comitès d'ajuda als seus camarades presos pel règim bolxevic. Posteriorment es traslladà a París, on també amb Arshinov participà en la publicació "Dielo Truda", del Grup d'Anarquistes Russos a l'Estranger. A partir de la publicació de la controvertida Plataforma Organitzativa dels Comunistes Llibertaris el 1926, Volin trencà amb Makhnò i Piotr Arxínov. L'agra disputa marcà una profunda divisió dins el moviment anarquista rus en l'exili. El 1927 Volin fundà l'"Association des Fédéralistes Anarchistes", una organització sintetista, i després de diversos reacomodaments de les organitzacions anarquistes franceses, el 1934 integrà la redacció de "Terre Libre" (Terra Lliure) juntament amb Prudhommeaux.
Des d'allà tingué posicions crítiques a la col·laboració amb el Front Popular i la participació de la CNT espanyola en el govern republicà. Durant la invasió alemanya en la Segona Guerra Mundial, Violin va haver de passar a la clandestinitat i en condicions d'extrema necessitat s'abocà a redactar la seva obra "La revolució desconeguda". Va morir de tuberculosi el 1945.